# Jean Veil
Pour les articles homonymes, voir Veil.
Jean Veil, né le 26 novembre 1947 à Clichy (Seine), fils d’Antoine et de Simone Veil, est un avocat français ayant prêté serment le 22 novembre 1972. Avocat de grandes entreprises et de personnalités publiques, il est à la barre de plusieurs grands procès récents et accompagne des fusions-acquisitions d'entreprises d'envergure.

## Biographie

### Famille
Jean André Veil est né à Clichy le 26 novembre 1947 du mariage d'Antoine Veil et de Simone Jacob,. Il est le frère aîné de Pierre-François Veil, avocat, et de Claude-Nicolas, médecin (1948-2002).
Jean Veil épouse à Paris le 5 mai 1970 Catherine Sylvie Simone Zwahlen dont il divorce le 19 octobre 1977. Dix jours plus tard, il épouse en secondes noces à Paris Anne Chetret dont il divorce en 1986. Il épouse en troisièmes noces Dorothée Finot à Paris le 31 août 1987,.
De ces trois mariages, il a six enfants : Isabelle Veil (1972), Judith Veil (1977), journaliste, Déborah Veil (1986), journaliste, Mathias Veil (1988), Constance Veil (1990) et Valentine Veil (1994).

### Formation
Après des études à l’École alsacienne, il poursuit des études supérieures à la faculté de droit de Paris où il obtient une licence de droit et le certificat d'aptitude à la profession d'avocat (CAPA).

### Carrière professionnelle
De 1969 à 1972, il est stagiaire puis collaborateur puis associé en 1978 au sein du cabinet d'avocats Gide Loyrette Nouel. En 1982, il quitte le cabinet Gide et fonde son propre cabinet, devenu Veil & Associés (1984-1989). En 1990, il s'associe avec Georges Jourde et Dominique de La Garanderie pour créer le cabinet Veil Jourde (au sein duquel son frère Pierre-François est associé). L’expertise du cabinet est reconnue dans plusieurs domaines : fusions-acquisitions, contentieux, restructurations, ou encore droit public économique. Veil Jourde compte aujourd’hui cinquante-cinq avocats et vingt associés.
Jean Veil figure dans plusieurs classements français ou internationaux parmi les meilleurs avocats, dont Best Lawyers qui distingue Jean Veil comme avocat de l'année en « contentieux » en 2012 et 2018, ainsi qu'en « défense criminelle » en 2015 et 2020,.
Considéré comme pugnace, il est décrit comme calme et mesuré. « Jean Veil répugne au tapage, au combat médiatique qu’il trouve vulgaire. Il préfère la discussion procédurale à l’affrontement, l’apaisement au choc », selon le magazine GQ.
A propos de la profession d’avocat, il observe deux faces de l’exercice : « nous ne sommes pas seulement les défenseurs compétents et combatifs, attentifs au respect de la règle de droit, nous devons être aussi les passeurs protecteurs qui accompagnent ceux que la justice conduit aux enfers; Charon bienveillant traversant le Styx » .

#### Clients notables
En tant qu'avocat, il a représenté ou défendu des personnalités publiques ou de grandes entreprises parmi lesquels :
- Jacques Chirac, dans l'affaire des emplois fictifs de la mairie de Paris ;
- La Banque nationale de Paris, au moment de l'OPA sur la Société générale ;
- Dominique Strauss-Kahn : dans l'affaire de la MNEF, contre Marcela Iacub et son livre Belle et Bête et pour d'autres affaires[11] ;
- Total pour le rachat d'Elf ;
- Didier Lombard, ancien dirigeant de France Télécom, poursuivi pour « harcèlement moral »[12] ;
- La Société générale, contre Jérôme Kerviel et dans l'affaire des Panama Papers[12] ;
- André Levy-Lang ;
- François Léotard ;
- Jérôme Cahuzac[13] ;
- Kim Kardashian, après le braquage à main armée dont elle a été victime à Paris[14],[15] ;
- William de Cambridge et Catherine Middleton, pour les photos volées publiées par Closer[16],[17] ;
- David Hallyday[18]

### Activités annexes
En 2019, il occupe la 78e place de la liste La République en marche pour les élections européennes, présence symbolique qui s'explique par une position non-éligible sur la liste.
Il est membre du Club des juristes,, un cercle de réflexion présidé par Bernard Cazeneuve.
De 2014 à fin 2016, il est président du club Le Siècle.
En 2022, il est membre du jury du prix Edgar Faure du livre politique, qui échoit à Frédéric Potier.

## Affaire Olivier Duhamel
Olivier Duhamel était associé du cabinet Veil Jourde du 1er janvier 2011 au 31 décembre 2018, puis of counsel jusqu'au mois de janvier 2021, où, il est accusé par sa belle-fille Camille Kouchner de viol et d'inceste envers son beau-fils.
En marge de cette même affaire, Jean Veil est indirectement mis en cause par le directeur de l'Institut d'études politiques de Paris (Sciences Po) Frédéric Mion.
En effet, alors que Frédéric Mion est averti dès 2018 par l'ancienne ministre et enseignante Aurélie Filippetti des faits reprochés à Olivier Duhamel, enseignant lui-aussi à Sciences Po et par ailleurs directeur de son organisme de tutelle, il ne prend aucune mesure à son encontre.
Pour se justifier de ce silence, il déclare en janvier 2021 : « Je vais trouver à son cabinet Jean Veil, avocat dont Olivier Duhamel est l'associé. [...] Il m'assure qu'il ne s'agit que de rumeurs. Je me suis laissé berner ».
À la suite des différentes révélations, Jean Veil admet avoir été mis au courant des accusations contre Olivier Duhamel entre 2008 et 2011 et invoque le secret professionnel. En conséquence, il quitte le club Le Siècle.

## Hommage national à Simone Veil et postérité
Lors de l'hommage national à sa mère, Simone Veil, le 5 juillet 2017, aux Invalides, Jean Veil prononce un éloge funèbre, aux côtés de son frère Pierre-François : « De l'expérience (d'Auschwitz), tu as appris à faire le tri entre l'essentiel et l'accessoire. Tant d'anecdotes ou d'attitudes le montrent. C'est ainsi que tu as attaché moins d'importance à nos résultats scolaires en dents de scie qu'à l'éthique de nos comportements ou à la qualité de nos réactions ou de nos opinions, dont nous devions toujours justifier »,.
Après la vandalisation antisémite d'un portrait de Simone Veil à Paris en février 2019, barré d'une croix gammée, il déplore la persistance de l'antisémitisme en France. « Je n'ai pas été surpris véritablement (...) J'ai beaucoup de mal à être surpris par tout cela et je ne vois pas ce qui a changé » indique-t-il à RTL, condamnant la « lâcheté des gens qui font cela en cachette ». Il refuse de déposer plainte, considérant que « cela donne de la publicité à ceux qui ont commis ces actes  ».
À propos de sa filiation, il confie au Monde : « j'ai été extraordinairement aidé par le nom de mes parents, mais surtout par ce qu'ils sont (...) Quand on a vécu avec Simone, on apprend à maîtriser l'émotion ».

## Décorations
- Commandeur de la Légion d'honneur : nommé Chevalier le 13 juillet 1998 pour « 26 ans d'activités professionnelles et de services militaires »[34], promu officier le 31 décembre 2006[35] puis commandeur le 6 avril 2012[36]
- Chevalier de l'ordre national du Mérite[2]
- Chevalier de l'ordre des Arts et des Lettres [37].

## Publications
- La parole est à l'avocat, avec Olivier Duhamel, dictionnaire de citations chez Dalloz, collection À savoir, 2014  (ISBN 978-2247139675). Nouvelle édition 2015.
- Simone Veil, Un héritage humaniste, Jean Veil, Pierre-François Veil et 34 autres personnalités, LexisNexis, 2018.
- Ceux qui n'ont pas de courage ne savent pas ce qu'ils perdent, avec Patrick Wajsman, L'Archipel, 2020,  (ISBN 978-2809828276).
- La merveilleuse histoire de Simone Veil, Jean-Louis de Valmigère, Elsa Wernert, avec Leila Slimani, Jean Veil, HC Editions, 2022.
- Seul l'espoir apaise la douleur, Simone Veil, avec Dominique Missika, Jean Veil, Pierre-François Veil, Flammarion, 2022.

## Pour approfondir